# منذر أبو غزالة
 منذر جودت أبو غزالة (1933-1986)، قائد البحرية الفلسطينية وعضو المجلس الثوري لحركة فتح والمجلس العسكري لمنظمة التحرير الفلسطينية.
اغتيل على يد عملاء الموساد في أثينا في 21 تشرين الأول 1986.